# Pyralausta bivialis
Pyralausta bivialis là một loài bướm đêm trong họ Crambidae.